# 45 (tal)
45 er et ulige heltal og det naturlige tal, som kommer efter 44 og efterfølges af 46.

## Matematik
45 er
- et trekanttal
- et defektivt tal

## Andet
Desuden er 45:
- atomnummeret på grundstoffet rhodium.
- international telefonkode for Danmark.